# Voot (tramhalte)
Voot is een tramhalte van de Brusselse vervoersmaatschappij MIVB, gelegen in de gemeente Sint-Lambrechts-Woluwe.

## Geschiedenis
De halte Voot werd oorspronkelijk bediend door buslijn 42 die de Woluwelaan bereed tussen Trammuseum en Roodebeek.
De bouw van de halte Voot maakt deel uit van de verlenging van tramlijn 94 vanuit Trammuseum naar Roodebeek. De werken op de Woluwelaan gingen van start in het najaar van 2016 en de eerste sporen werden op 26 oktober 2016 geplaatst. De werken betreffende de omgeving van de halte Voot vielen in drie van de tien zones die het hele project kende:
- Zone 1: het deel van de Woluwelaan gelegen tussen de Stationstraat en de Vootstraat. De werkzaamheden werden stilgelegd na het arrest van de Raad van State van 20 december 2016 die de bouwvergunning opschortte. Op 21 april 2017 werden de werkzaamheden hervat die de aanleg van de tramsporen, rioleringen en weginfrastructuur bevatte. Het einde van de werkzaamheden is in juni 2018 voorzien.[1]
- Zone 2: het kruispunt van de Woluwelaan met de Vootstraat. De werkzaamheden werden op 3 februari 2017 beëindigd.[2]
- Zone 3: het deel van de Woluwelaan gelegen tussen de Vootstraat en de Stationsstraat. De werkzaamheden werden beëindigd in de maand november 2017. In het najaar van 2018 werden de zijweg, de trottoirs en het fietspad aangelegd.[3]

In het toekomstige busplan 2018 van de MIVB wordt de aansluiting met buslijn 28 aan de halte Voot behouden. Buslijn 42 wordt vanwege het gemeenschappelijk traject met tramlijn 8 opgeheven tussen Trammuseum en Roodebeek.

## Situering
Volgens de stedenbouwkundige vergunningen zullen de perrons van de tramhalte zich aan beide kanten van het kruispunt met de Vootstraat bevinden. Telkens zal de halte aangelegd worden na het verkeerslicht om dubbele wachttermijnen te vermijden en zo de commerciële snelheid van deze tramlijn te verhogen. De sporenbekleding ter hoogte van de perrons zal bestaan uit asfalt, terwijl dit gras zal zijn op de overige delen. De toegang tot de perrons zal mogelijk zijn dankzij twee zebrapaden die aan beide zijden van de Vootstraat gevestigd zullen worden. De toegang tot de perrons zal steeds langs de achterkant in rijrichting gebeuren.
Louiza · 
Stefania · 
Defacqz · 
Baljuw · 
Vleurgat · 
Abdij · 
Legrand · 
Ter Kameren-Ster · 
Buyl · 
Johanna · 
ULB · 
Solbos · 
Marie-José · 
Brazilië · 
Boondaal Station · 
Renbaan van Bosvoorde · 
Lieveheersbeestjes · 
Bosvoorde Station · 
Delleur · 
Wiener · 
Valkerij · 
Tenreuken · 
Seny-park · 
Herrmann-Debroux · 
Oudergem-Shopping · 
Vorstrondpunt · 
Empain · 
Trammuseum · 
Bronnenpark · 
Voot · 
Woluwe Shopping · 
Roodebeek